# Parafia św. Wojciecha w Bachórzu
Parafia św. Wojciecha w Bachórzu – parafia rzymskokatolicka znajdująca się w archidiecezji przemyskiej, w dekanacie Dubiecko.

## Historia
W 1593 roku Katarzyna Wapowska wykupiła prawosławną drewnianą cerkiew w Bachórzu i zamieniła na kościół filialny parafii w Harcie. W 1770 roku kościół ten został zniszczony przez powalone drzewo. W 1775 roku z fundacji ks. Antoniego Skrzyńskiego zbudowano nowy drewniany kościół, który w 1777 roku poświęcono. Gdy stan techniczny kościoła bardzo się pogorszył, robebrano go, a na jego miejscu w latach 1871–1873 z fundacji  hr. Wandy Ostrowskiej, zbudowano obecny murowany kościół. 29 czerwca 1891 roku bp Jakub Glazer konsekrował kościół pw. św. Wojciecha.
W 1886 roku Zdzisław Ostrowski uposażył parafię, a bp Łukasz Solecki erygował ekspozyturę, z wydzielonego terytorium parafii Harta. W 1890 roku zbudowano plebanię. 31 marca 1909 roku dekretem bpa Józefa Sebastiana Pelczara została erygowana samodzielna parafia.
Na terenie parafii jest 1262 wiernych (w tym: Bachórz – 949, Laskówka – 313).
Proboszczowie parafii:
1886–1888. ks. Stanisław Schenker (ekspozyt).
1888–1894. ks. Leopold Mazurek (ekspozyt).
1894–1896. ks. Walenty Krupiński (ekspozyt).
1896–1917. ks. Antoni Sękowski (w latach 1896–1910 ekspozyt).
1917–1925. ks. Stanisław Głodowski.
1925–1951. ks. Stefan Lenartowicz.
1951–1955. ks. Julian Pleśniak (administrator).
1955. ks. Edward Dręga.
1956–1964. ks. Bolesław Jan Grabowski (administrator).
1964–1980. ks. Władysław Mazepa (administrator).
1980–1990. ks. Stanisław Pelczar.
1990–2019. ks. Tadeusz Woźniak.
2019– nadal ks. Marek Cecuła.

## Kościół filialny
29 listopada 1971 roku w Laskówce, w budynku zaadaptowanym na kaplicę odprawiono pierwszą mszę świętą. W latach 1972–1973 dokonano przebudowy budynku według projektu arch. inż. Jerzego Lignarskiego. 30 września 1973 roku bp Tadeusz Błaszkiewicz poświęcił kościół filialny pw. św. Maksymiliana Marii Kolbego.

## Służebniczki starowiejskie
W 1873 roku staraniem hr. Wandy Ostrowskiej, przybyły do Bachórza siostry Służebniczki starowiejskie w celu opieki nad chorymi. Założyły szkółkę dla dzieci. W 1933 roku zbudowano nową ochronkę.